# ميلودي كاي
ميلودي كاي (بالإنجليزية: Melody Kay)‏ هي ممثلة أمريكية، ولدت في 1981 بميشيغان في الولايات المتحدة.

## وصلات خارجية
- ميلودي كاي على موقع IMDb (الإنجليزية)
- ميلودي كاي على موقع ألو سيني (الفرنسية)
- ميلودي كاي على موقع أول موفي (الإنجليزية)
- ميلودي كاي على موقع قاعدة بيانات الفيلم (الإنجليزية)
- ميلودي كاي على موقع كينوبويسك (الروسية)